# 勞斯萊斯裝甲車
勞斯萊斯裝甲車是1914年研製的英國裝甲車，在第一次世界大戰、愛爾蘭內戰、戰間期在約旦河東岸，以色列及美索不達米亞以及第二次世界大戰初期在中東和北非使用。

## 生產史
第一次世界大戰期間皇家海軍航空勤務隊(RNAS)建立了英國第一個裝甲車中隊。 1914年9月所有可用的勞斯萊斯銀鬼汽車的底盤被徵用，構成新裝甲車的基礎。隨後的一個月海軍部航空科的一個特別委員會，其中包括T.G.赫瑟林頓上尉(T.G. Hetherington)設計了裝甲車的上層結構，包括裝甲車身和一個安裝了維克斯.303 Mk I機槍的旋轉砲塔。
首三輛裝甲車於1914年12月3日交付，雖然到那時西線的戰略機動時期已經結束，勞斯萊斯裝甲車取代了曾在西線服役的前輩老式勞斯萊斯汽車。戰爭後期它們在中東戰場的數條戰線上服役。 勞斯萊斯汽車底盤生產於1917年暫停，使勞斯萊斯能夠專注於航空引擎研發上。
裝甲車於1920年和1924年進行了現代化改裝，結果誕生了"'勞斯萊斯1920型'"和"'勞斯萊斯1924型"'。1940年隸屬艾伯特親王直屬第11驃騎兵團的34輛勞斯萊斯裝甲車在埃及服役，全部舊式砲塔都換成了一個敞口式砲塔，裝載博斯.55反戰車步槍，布倫.303輕機槍和煙霧榴彈發射器。
埃及和伊拉克的一些車輛從福特森卡車上獲得了新的底盤，被稱為福特森裝甲車。照片  （页面存档备份，存于）顯示他們配備了合適裝備博斯反坦克步槍的砲塔，一挺機槍和雙輕機槍防空。
除了RNAS和坦克軍團提供的裝甲車外，英國皇家空軍亦有配備勞斯萊斯，組建了皇家空軍裝甲車連。這項工作RAF是獨立於戰爭辦公室完成的。他們選定了車，裝甲，勞斯萊斯A型。外形像1914年RNAS裝甲車，他們適合配備1920型的砲塔。

## 作戰史

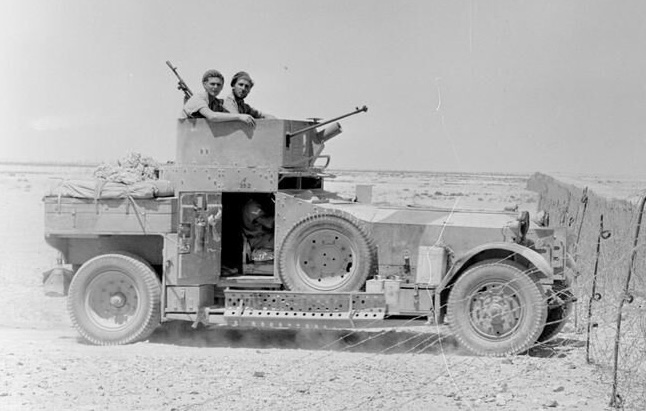
一輛帶有一個"新"敞口式砲塔的"勞斯萊斯1924 型裝甲車"，在西部沙漠的巴蒂亞地區，1940年

六個由12輛裝甲車組成的RNAS勞斯萊斯中隊 : 一個前去了法國; 一個前去德國在非洲的殖民地，並有兩個中隊在1915年4月參與了加里波利之戰。從1915年8月起這些RNAS中隊全都解散，接著剩餘的軍需物資移交給陸軍機槍團的輕裝甲車連。裝甲車不太適合西線泥濘的塹壕戰，但能夠在近東行動，所以中隊從法國前往埃及部署。
阿拉伯的勞倫斯在對土耳其軍隊的軍事行動中使用了一個勞斯萊斯裝甲車中隊。 他聲稱九輛勞斯萊斯裝甲車組成的部隊"比紅寶石更有價值"，幫助了他取得阿拉伯起義的勝利。 他的餘生一直持續保持這種想法：當被記者問及他認為最有價值的是什麼時，他說："我應該最喜歡自己的勞斯萊斯汽車，它有足夠的輪胎和汽油來維持我的一生。

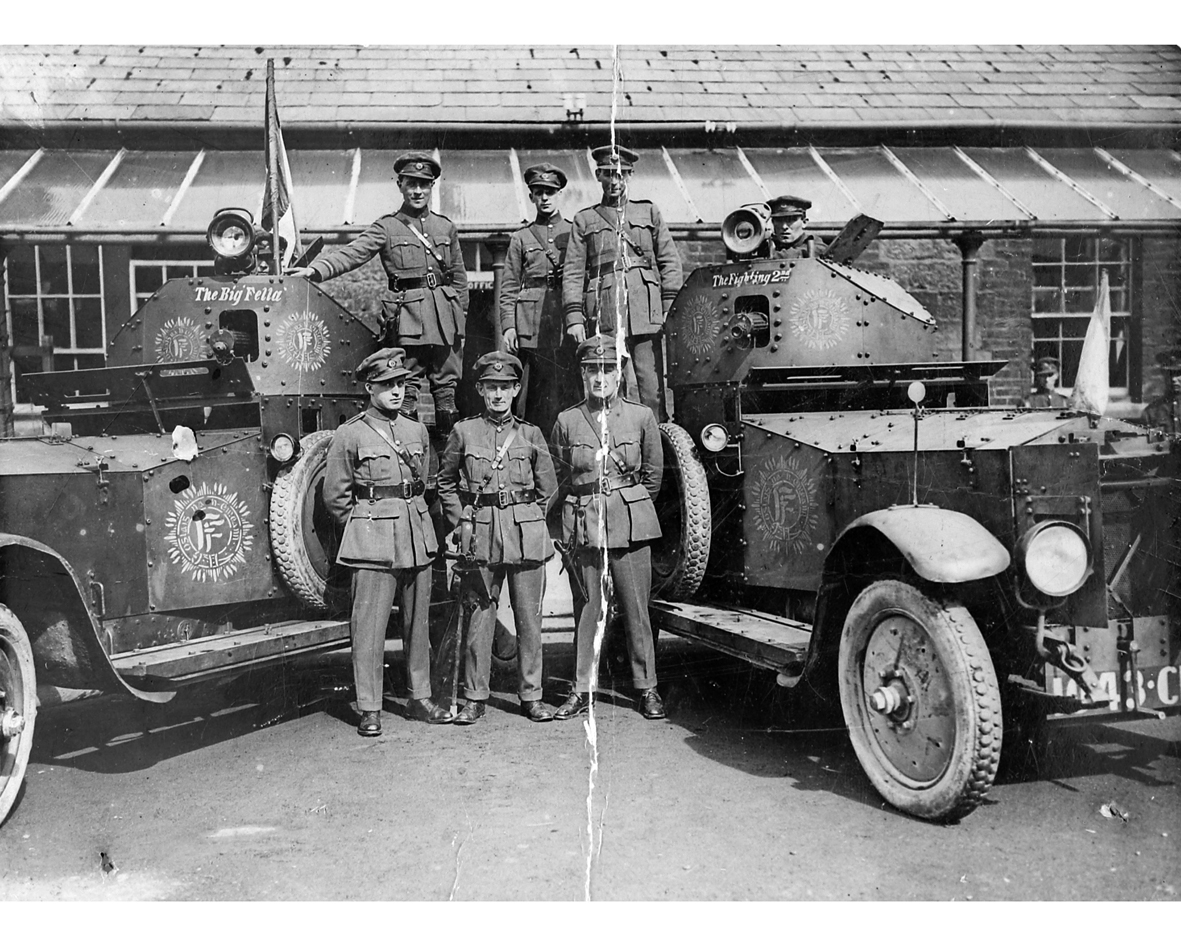
愛爾蘭內戰期間使用的13輛勞斯萊斯裝甲車的其中兩輛"好戰者2號"(ARR3)和"大個子"(ARR8)

英國政府在愛爾蘭內戰(1922-1923年)向愛爾蘭自由邦政府贈送了 13 輛勞斯萊斯裝甲車，以打擊愛爾蘭共和軍。 它們是自由邦在街頭巷戰和保護車隊免受遊擊隊襲擊方面的主要優勢，並在奪回科克和瓦特福方面發揮了重要作用。儘管面對持續的維修保養和對愛爾蘭天氣反應不佳等問題，它們繼續服役到1944年，並等到一旦變得無法再獲得新輪胎時才被退役。1954年愛爾蘭陸軍的12 輛裝甲車被拆卸出售。
第二次世界大戰爆發時，有76輛勞斯萊斯裝甲車仍在現役。它們被用於西部沙漠、伊拉克和敘利亞的行動。到1941年底，隨著嶄新與設計更現代化的裝甲車推出，它們退出了前線勤務。一些勞斯萊斯印度型在印度次大陸和緬甸使用。

## 各種型號
- 1920型 Mk I - 更厚的散熱器裝甲和新的車輪。
- 1920型 Mk IA - 指揮官的敞口式旋轉砲塔。
- 1924型Mk I - 砲塔頂加裝指揮官的旋轉砲塔。
- 1921 印度型 - 基於1920型設計。擴大車體裝甲以提供額外的空間，有一個圓頂砲塔與可裝備機槍的四個球狀槍架。[6]
- 福特森型 - 基於1914型設計。 一些裝甲車從福特森（英语：Fordson）卡車上獲得了新的底盤。

一輛實驗車安裝了一磅自動高射炮在敞口式砲塔上，取代拆下的旋轉砲塔。而有些裝甲車裝配馬克沁機槍，而不是維克斯機槍。

## 現存

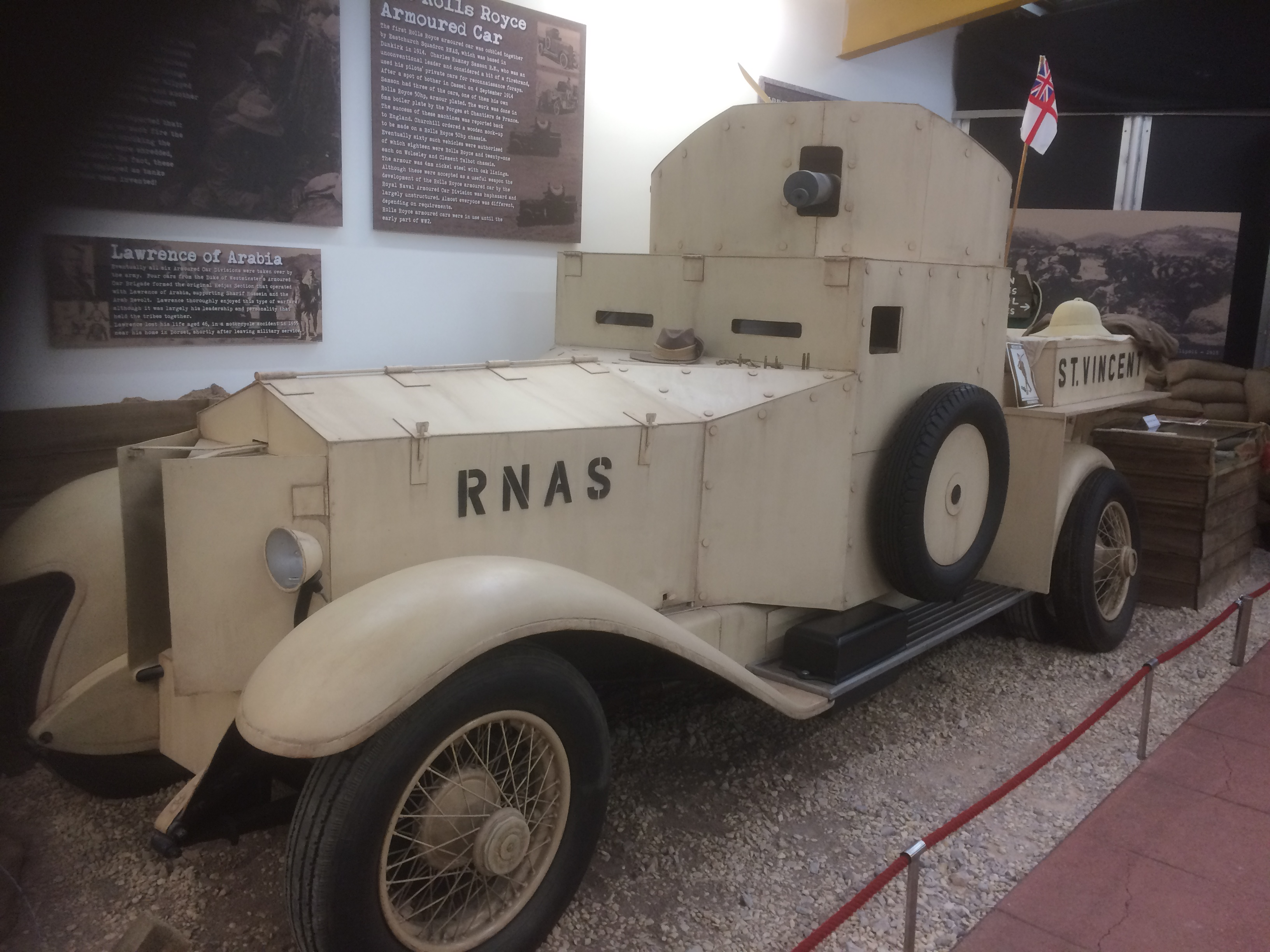
為沙漠戰而改裝的勞斯萊斯裝甲車，在海恩斯汽車博物館.

- ARR-2, Sliabh na mBan, 1920型勞斯萊斯被愛爾蘭陸軍所保留，並被普遍接受為國民軍總司令米高·柯林斯將軍被殺那天的座駕。[1] 它是世界上現存最古老的裝甲車 [7] 也是今天僅有仍可操作的兩輛勞斯萊斯裝甲車之一。它定期在展覽和博物館開放日中作動態展示，通常靠自己的動力驅動。它最近進行了全面的整修翻新，包括徹底拆除和復原。[6] ARR-2, Sliabh na mBan由愛爾蘭國防軍在克拉軍營（英语：Curragh Camp）的騎兵團（英语：Cavalry Corps (Ireland)）維護。
- 一輛勞斯萊斯1920型在英格蘭博文顿坦克博物馆展出。該輛車在博物館的戰時回廊展出。博物館館長大衛·威利稱其為"我們最好的展品之一"[1]
- 12輛被出售的其中之一(ARR-1 丹尼男孩/湯·基奧)被英國收藏家保存。這輛車帶有複製車身。
- 一輛1920型的勞斯萊斯裝甲車在霍寧頓基地（英语：RAF Honington）的皇家空軍兵團（英语：RAF Regiment）歷史文化中心以沙漠色展示。它以前曾在亨頓的皇家空軍博物館展出。裝甲是原件的複製本，建於1960年代原本的勞斯萊斯底盤上。
- 一輛勞斯萊斯裝甲車複製品在西敏公爵的家，在柴郡的伊頓莊園展出，慈善開放日可以在大廳觀看到。
- 一輛勞斯萊斯1921印度型在印度艾哈邁德訥格爾的騎兵坦克博物館（英语：Cavalry Tank Museum, Ahmednagar）展出。
- 海恩斯汽車博物館（英语：Haynes International Motor Museum）有一輛1914型勞斯萊斯與複製車身，復原品外觀仿照於阿拉伯勞倫斯的沙漠色勞斯萊斯。

## 外部鏈結
- Armoured Cars in Action by Peter Lewis, Rolls-Royce Owner, Issue No.1, October 1963
- Equipment Used By the Armoured Car Regiments
- Tankmuseum.co.uk
- War Diary of Armoured Car Section, Rangoon Battalion, BAF （页面存档备份，存于）
- Tank encyclopedia （页面存档备份，存于）